# Sauerwurm
Als Sauerwurm wird die zweite Raupen-Generation des Bekreuzten und des Einbindigen Traubenwicklers bezeichnet.
Der Sauerwurm tritt Ende Juli bis Anfang August auf und befällt die heranwachsenden, noch sauren Beeren.
Die Raupe ist beim Einbindigen Traubenwickler 10 bis 12 Millimeter groß und hat einen schwarzen Kopf. Die Raupe des Bekreuzten Traubenwicklers ist dagegen nur 8 bis 10 mm groß, mit gelbem Kopf und graugrün bis grünbraun gefärbt. Der Befall kann große Schäden durch Grauschimmelfäule (Botrytis cinerea) zur Folge haben.
Siehe auch: Heuwurm, Süßwurm